# Liste des plus gros succès du box-office au Canada et aux États-Unis
Cet article présente les plus gros succès du box-office nord-américain, c'est-à-dire les films ayant rapporté les plus grosses recettes en USD courants (non réévalué de l'inflation). De fait, les résultats anciens (constitués avec un prix du billet inférieur) sont plus importants que ceux réalisés récemment.
Les recettes correspondent aux recettes des distributeurs/producteurs (la part des exploitants est déduite). En revanche, elles ne donnent pas une idée précise du bénéfice des producteurs puisque ceux-ci voient une part de plus en plus importante de leurs recettes venir des autres médias (télévision, DVD…) et des marchés internationaux. À l'inverse, il faut déduire les frais de distribution, les investissements marketing étant parfois supérieurs au budget de production. Enfin, une part revient aux ayants droit, agents et acteurs qui peuvent bénéficier d'une part des bénéfices selon leur contrat.

## Liste
| Rang | Titre                                               | Réalisateur                       | Année | Recettes (USD) |
| ---- | --------------------------------------------------- | --------------------------------- | ----- | -------------- |
| 1    | Star Wars, épisode VII : Le Réveil de la Force      | J. J. Abrams                      | 2015  | 936 662 225 $  |
| 2    | Avengers: Endgame                                   | Anthony et Joe Russo              | 2019  | 858 373 000 $  |
| 3    | Spider-Man: No Way Home                             | Jon Watts                         | 2021  | 814 866 759 $  |
| 4    | Avatar                                              | James Cameron                     | 2009  | 785 221 649 $  |
| 5    | Top Gun: Maverick                                   | Joseph Kosinski                   | 2022  | 718 732 821 $  |
| 6    | Black Panther                                       | Ryan Coogler                      | 2018  | 700 426 566 $  |
| 7    | Avatar : La Voie de l'eau                           | James Cameron                     | 2022  | 684 075 767 $  |
| 8    | Avengers: Infinity War                              | Anthony et Joe Russo              | 2018  | 678 815 482 $  |
| 9    | Titanic                                             | James Cameron                     | 1997  | 674 292 608 $  |
| 10   | Jurassic World                                      | Colin Trevorrow                   | 2015  | 653 406 625 $  |
| 11   | Vice-versa 2                                        | Kelsey Mann (en)                  | 2024  | 652 980 194 $  |
| 12   | Deadpool et Wolverine                               | Shawn Levy                        | 2024  | 636 745 858 $  |
| 13   | Barbie                                              | Greta Gerwig                      | 2023  | 635 374 393 $  |
| 14   | Avengers                                            | Joss Whedon                       | 2012  | 623 357 910 $  |
| 15   | Star Wars, épisode VIII : Les Derniers Jedi         | Rian Johnson                      | 2017  | 620 181 382 $  |
| 16   | Les Indestructibles 2                               | Brad Bird                         | 2018  | 608 581 744 $  |
| 17   | Super Mario Bros. le film                           | Aaron Horvath et Michael Jelenic  | 2023  | 574 934 330 $  |
| 18   | Le Roi lion                                         | Jon Favreau                       | 2019  | 543 638 043 $  |
| 19   | The Dark Knight : Le Chevalier noir                 | Christopher Nolan                 | 2008  | 534 987 076 $  |
| 20   | Rogue One: A Star Wars Story                        | Gareth Edwards                    | 2016  | 533 539 991 $  |
| 21   | Star Wars, épisode IX : L'Ascension de Skywalker    | J. J. Abrams                      | 2019  | 515 202 542 $  |
| 22   | La Belle et la Bête                                 | Bill Condon                       | 2017  | 504 481 165 $  |
| 23   | Star Wars, épisode I : La Menace fantôme            | George Lucas                      | 1999  | 487 576 624 $  |
| 24   | Le Monde de Dory                                    | Andrew Stanton                    | 2016  | 486 295 561 $  |
| 25   | La Reine des neiges 2                               | Chris Buck et Jennifer Lee        | 2019  | 477 373 578 $  |
| 26   | Wicked                                              | Jon Chu                           | 2024  | 473 231 120 $  |
| 27   | Star Wars, épisode IV : Un nouvel espoir            | George Lucas                      | 1977  | 460 998 007 $  |
| 28   | Vaiana 2                                            | David Derrick Jr. (en)            | 2024  | 460 405 297 $  |
| 29   | Avengers : L'Ère d'Ultron                           | Joss Whedon                       | 2015  | 459 005 868 $  |
| 30   | Black Panther: Wakanda Forever                      | Ryan Coogler                      | 2022  | 453 829 060 $  |
| 31   | The Dark Knight Rises                               | Christopher Nolan                 | 2012  | 448 149 584 $  |
| 32   | Shrek 2                                             | Andrew Adamson                    | 2004  | 444 854 717 $  |
| 33   | E.T. l'extra-terrestre                              | Steven Spielberg                  | 1982  | 439 454 989 $  |
| 34   | Toy Story 4                                         | Josh Cooley                       | 2019  | 434 038 008 $  |
| 35   | Captain Marvel                                      | Anna Boden et Ryan Fleck          | 2019  | 426 829 839 $  |
| 36   | Le Roi lion                                         | Roger Allers                      | 1994  | 424 979 720 $  |
| 37   | Hunger Games : L'Embrasement                        | Francis Lawrence                  | 2013  | 424 668 047 $  |
| 38   | Minecraft, le film                                  | Jared Hess                        | 2025  | 423 949 195 $  |
| 39   | Pirates des Caraïbes : Le Secret du coffre maudit   | Gore Verbinski                    | 2006  | 423 315 812 $  |
| 40   | Lilo et Stitch                                      | Dean Fleischer Camp (en)          | 2025  | 421 743 335 $  |
| 41   | Jurassic World: Fallen Kingdom                      | Juan Antonio Bayona               | 2018  | 417 719 760 $  |
| 42   | Toy Story 3                                         | Lee Unkrich                       | 2010  | 415 004 880 $  |
| 43   | Star Wars, épisode III : La Revanche des Sith       | George Lucas                      | 2005  | 414 378 291 $  |
| 44   | Wonder Woman                                        | Patty Jenkins                     | 2017  | 412 845 172 $  |
| 45   | Doctor Strange in the Multiverse of Madness         | Sam Raimi                         | 2022  | 411 331 607 $  |
| 46   | Iron Man 3                                          | Shane Black                       | 2013  | 409 013 994 $  |
| 47   | Captain America: Civil War                          | Anthony et Joe Russo              | 2016  | 408 084 349 $  |
| 48   | Hunger Games                                        | Gary Ross                         | 2012  | 408 010 692 $  |
| 49   | Spider-Man                                          | Sam Raimi                         | 2002  | 407 774 549 $  |
| 50   | Jurassic Park                                       | Steven Spielberg                  | 1993  | 407 185 075 $  |
| 51   | Jumanji : Bienvenue dans la jungle                  | Jake Kasdan                       | 2017  | 404 540 171 $  |
| 52   | Transformers 2 : La Revanche                        | Michael Bay                       | 2009  | 402 111 870 $  |
| 53   | La Reine des neiges                                 | Chris Buck et Jennifer Lee        | 2013  | 400 953 009 $  |
| 54   | Spider-Man: Far From Home                           | Jon Watts                         | 2019  | 391 283 774 $  |
| 55   | Les Gardiens de la Galaxie Vol. 2                   | James Gunn                        | 2017  | 389 813 101 $  |
| 56   | Le Seigneur des anneaux : Le Retour du roi          | Peter Jackson                     | 2003  | 381 878 219 $  |
| 57   | Spider-Man : Across the Spider-Verse                | Kemp Powers et Joaquim Dos Santos | 2023  | 381 593 754 $  |
| 58   | Harry Potter et les Reliques de la Mort, partie 2   | David Yates                       | 2011  | 381 447 587 $  |
| 59   | Le Monde de Nemo                                    | Andrew Stanton                    | 2003  | 380 843 261 $  |
| 60   | Jurassic World : Le Monde d'après                   | Colin Trevorrow                   | 2022  | 376 851 080 $  |
| 61   | Spider-Man 2                                        | Sam Raimi                         | 2004  | 374 337 514 $  |
| 62   | La Passion du Christ                                | Mel Gibson                        | 2004  | 370 782 930 $  |
| 63   | Les Minions 2 : Il était une fois Gru               | Kyle Balda                        | 2022  | 370 270 765 $  |
| 64   | The Batman                                          | Matt Reeves                       | 2022  | 369 345 583 $  |
| 65   | Comme des bêtes                                     | Chris Renaud et Yarrow Cheney     | 2016  | 368 623 860 $  |
| 66   | Moi, moche et méchant 2                             | Pierre Coffin et Chris Renaud     | 2013  | 368 065 385 $  |
| 67   | Le Livre de la jungle                               | Jon Favreau                       | 2016  | 364 001 123 $  |
| 68   | Deadpool                                            | Tim Miller                        | 2016  | 363 070 709 $  |
| 69   | Moi, moche et méchant 4                             | Chris Renaud                      | 2024  | 361 004 205 $  |
| 70   | Les Gardiens de la Galaxie Vol. 3                   | James Gunn                        | 2023  | 358 995 815 $  |
| 71   | Vice-Versa                                          | Pete Docter et Bob Peterson       | 2015  | 356 461 711 $  |
| 72   | Aladdin                                             | Guy Ritchie                       | 2019  | 355 559 216 $  |
| 73   | Fast and Furious 7                                  | James Wan                         | 2015  | 353 007 020 $  |
| 74   | Transformers 3 : La Face cachée de la Lune          | Michael Bay                       | 2011  | 352 390 543 $  |
| 75   | American Sniper                                     | Clint Eastwood                    | 2014  | 350 159 020 $  |
| 76   | Le Seigneur des anneaux : Les Deux Tours            | Peter Jackson                     | 2002  | 345 518 923 $  |
| 77   | Thor: Love and Thunder                              | Taika Waititi                     | 2022  | 343 256 830 $  |
| 78   | Superman                                            | James Gunn                        | 2025  | 341 490 470 $  |
| 79   | Zootopie                                            | Byron Howard et Rich Moore        | 2016  | 341 268 248 $  |
| 80   | Spider Man 3                                        | Sam Raimi                         | 2007  | 337 281 992 $  |
| 81   | Hunger Games : La Révolte Partie 1                  | Francis Lawrence                  | 2014  | 337 135 885 $  |
| 82   | Les Minions                                         | Pierre Coffin et Kyle Balda       | 2015  | 336 045 770 $  |
| 83   | Joker                                               | Todd Phillips                     | 2019  | 335 477 657 $  |
| 84   | Aquaman                                             | James Wan                         | 2018  | 335 104 314 $  |
| 85   | Spider Man : Homecoming                             | Jon Watts                         | 2017  | 334 952 829 $  |
| 86   | Alice aux Pays des Merveilles                       | Tim Burton                        | 2010  | 334 191 110 $  |
| 87   | Les Gardiens de La Galaxie                          | James Gun                         | 2014  | 333 718 600 $  |
| 88   | Jurassic World : Renaissance                        | Gareth Edwards                    | 2025  | 332 464 670 $  |
| 89   | Forrest Gump                                        | Robert Zemeckis                   | 1994  | 330 455 270 $  |
| 90   | Batman V Superman : l'Aube de la justice            | Zack Snyder                       | 2016  | 330 360 194 $  |
| 91   | Oppenheimer                                         | Christopher Nolan                 | 2023  | 329 862 540 $  |
| 92   | Ça                                                  | Andrés Muschietti                 | 2017  | 328 874 981 $  |
| 93   | Suicide Squad                                       | David Ayer                        | 2016  | 325 100 054 $  |
| 94   | Deadpool 2                                          | David Leitch                      | 2018  | 324 591 736 $  |
| 95   | Shrek le troisième                                  | Chris Miller et Raman Hui         | 2007  | 322 719 944 $  |
| 96   | Jumanji : Next Level                                | Jake Kasdan                       | 2019  | 320 314 960 $  |
| 97   | Le Seigneur des anneaux : La Communauté de l'anneau | Peter Jackson                     | 2001  | 319 372 078 $  |
| 98   | Transformers                                        | Michael Bay                       | 2007  | 319 246 196 $  |
| 99   | Iron Man                                            | Jon Favreau                       | 2008  | 319 034 126 $  |
| 100  | Harry Potter à l'école des sorciers                 | Chris Columbus                    | 2001  | 318 886 962 $  |

## Liste corrigée par rapport à l'inflation
Ci-dessous la liste des dix films les plus lucratifs de tous les temps au Canada et aux États-Unis, prenant en compte l'inflation ayant touché le prix des billets de cinéma à travers le temps, et basée sur les revenus du box office américain.
Cette liste permet une image plus fidèle et plus proche de la réalité, que la liste non corrigée ne prenant pas en compte l'inflation.
| Rang | Titre                                    | Réalisateur      | Année | Recettes        |
| ---- | ---------------------------------------- | ---------------- | ----- | --------------- |
| 1    | Autant en emporte le vent                | Victor Fleming   | 1939  | 1 895 421 694 $ |
| 2    | Star Wars, épisode IV : Un nouvel espoir | George Lucas     | 1977  | 1 668 979 715 $ |
| 3    | La Mélodie du bonheur                    | Robert Wise      | 1965  | 1 335 086 324 $ |
| 4    | E.T., l'extra-terrestre                  | Steven Spielberg | 1982  | 1 329 174 791 $ |
| 5    | Titanic                                  | James Cameron    | 1997  | 1 270 101 626 $ |
| 6    | Les Dix Commandements                    | Cecil B. DeMille | 1956  | 1 227 470 000 $ |
| 7    | Les Dents de la mer                      | Steven Spielberg | 1975  | 1 200 098 356 $ |
| 8    | Le Docteur Jivago                        | David Lean       | 1965  | 1 163 149 635 $ |
| 9    | L'Exorciste                              | William Friedkin | 1973  | 1 036 314 504 $ |
| 10   | Blanche-Neige et les Sept Nains          | David Hand       | 1937  | 1 021 330 000 $ |

### Source
- (en) Box Office Mojo